# Thomas Pynchon
Thomas Ruggles Pynchon, Jr. (Glen Cove, New York, Long Island, 1937. május 8.) amerikai író, aki bonyolult és összetett regényeiről ismert. Írásai témák, műfajok és motívumok széles skáláját ölelik fel, beleértve a történelmet, a zenét, a tudományt és a matematikát. Legelismertebb művéért, a Súlyszivárványért 1974-ben elnyerte az USA Nemzeti Könyvdíjat, Szépirodalom kategóriában.

## Élete
A New York-i Long Island-ről származó Pynchon két évet töltött az amerikai haditengerészetnél, majd a Cornell Egyetemen bölcsész diplomát szerzett angol szakon. Az 1950-es évek végén és az 1960-as évek elején kiadott elbeszélései után kezdett neki leghíresebb regényei megírásnak: V. (1963), A 49-es tétel kiáltása (1966) és Súlyszivárvány (1973). A 2009-ben megjelent Beépített hiba című regényét 2014-ben Paul Thomas Anderson rendező játékfilmre adaptálta. Pynchon köztudottan elzárkózik a hírnévtől; kevés fénykép jelent meg róla, és a tartózkodási helyéről és személyazonosságáról már az 1960-as évek óta keringenek pletykák. Pynchon legutóbbi regénye, a Kísérleti fázis 2013. szeptember 17-én (Magyarországon 2015-ben) jelent meg.

## Művei

### Könyvek
- V. (1963, regény)
- Crying of Lot 49 (magyar fordításban: A 49-es tétel kiáltása, 1966, kisregény)
- Gravity's Rainbow (magyar fordításban: Súlyszivárvány, 1973, regény)
- Slow Learner (1984, elbeszélések)
- Vineland (1990, regény)
- Mason & Dixon (1997, regény)
- Against the Day (2006, regény)
- Inherent Vice (magyar fordításban: Beépített hiba, 2009, regény)
- Bleeding Edge (magyar fordításban: Kísérleti fázis, 2013, regény)

## Művei magyar nyelven
- Entrópia, in: Entrópia. Mai amerikai elbeszélők, ford. Bart István, Európa, Bp., 1981 (Modern Könyvtár)
- A 49-es tétel kiáltása. Regény; ford., utószó, jegyz. Széky János; Európa, Bp., 1990 (Modern könyvtár)
- A 49-es tétel kiáltása; ford. Széky János; 2. jav. kiad.; Magvető, Bp., 2007
- Súlyszivárvány; ford. Széky János; Magvető, Bp., 2009
- Beépített hiba; ford. Farkas Krisztina, dalszövegford. Keresztesi József; Magvető, Bp., 2013
- Kísérleti fázis; ford. Gy. Horváth László; Magvető, Bp., 2015